# Isatis platyloba
Isatis platyloba là một loài thực vật có hoa trong họ Cải. Loài này được Link ex Steud. mô tả khoa học đầu tiên năm 1821.